# Prokopov
Prokopov (in tedesco Prokopsdorf) è un comune della Repubblica Ceca facente parte del distretto di Znojmo, in Moravia Meridionale.